# Anemone nikoensis
Anemone nikoensis là một loài thực vật có hoa trong họ Mao lương. Loài này được Maxim. mô tả khoa học đầu tiên năm 1875.

## Hình ảnh

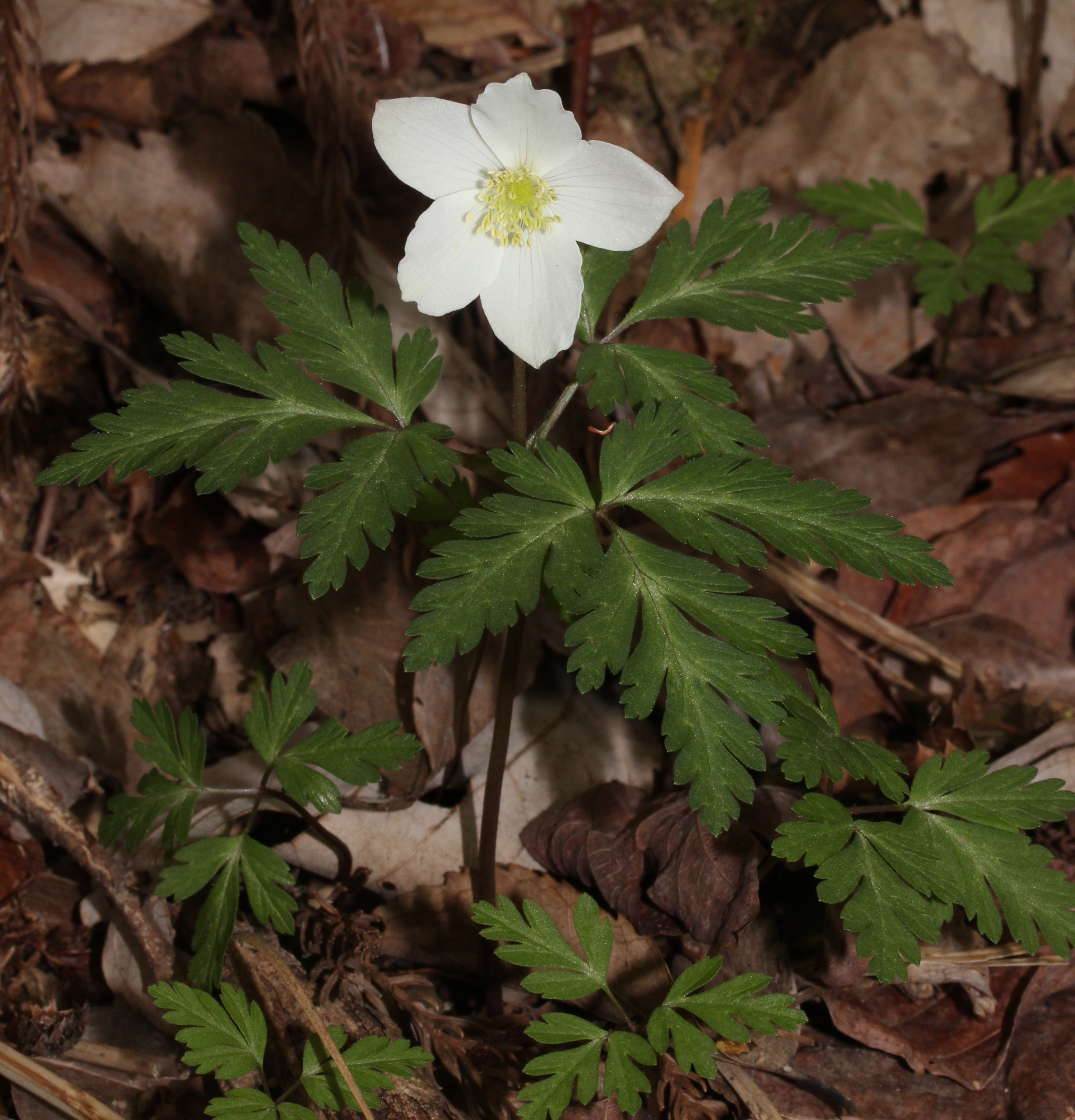
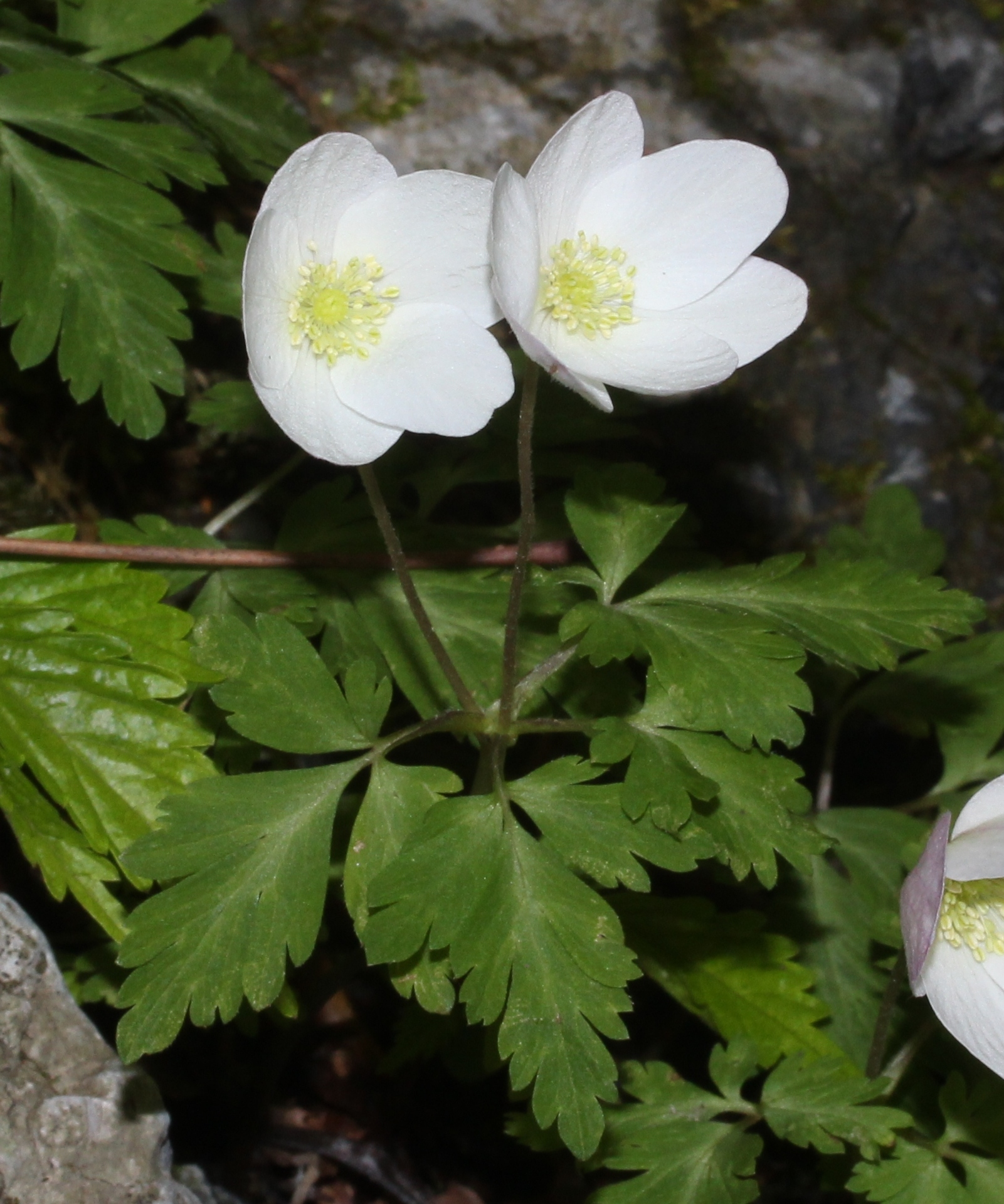
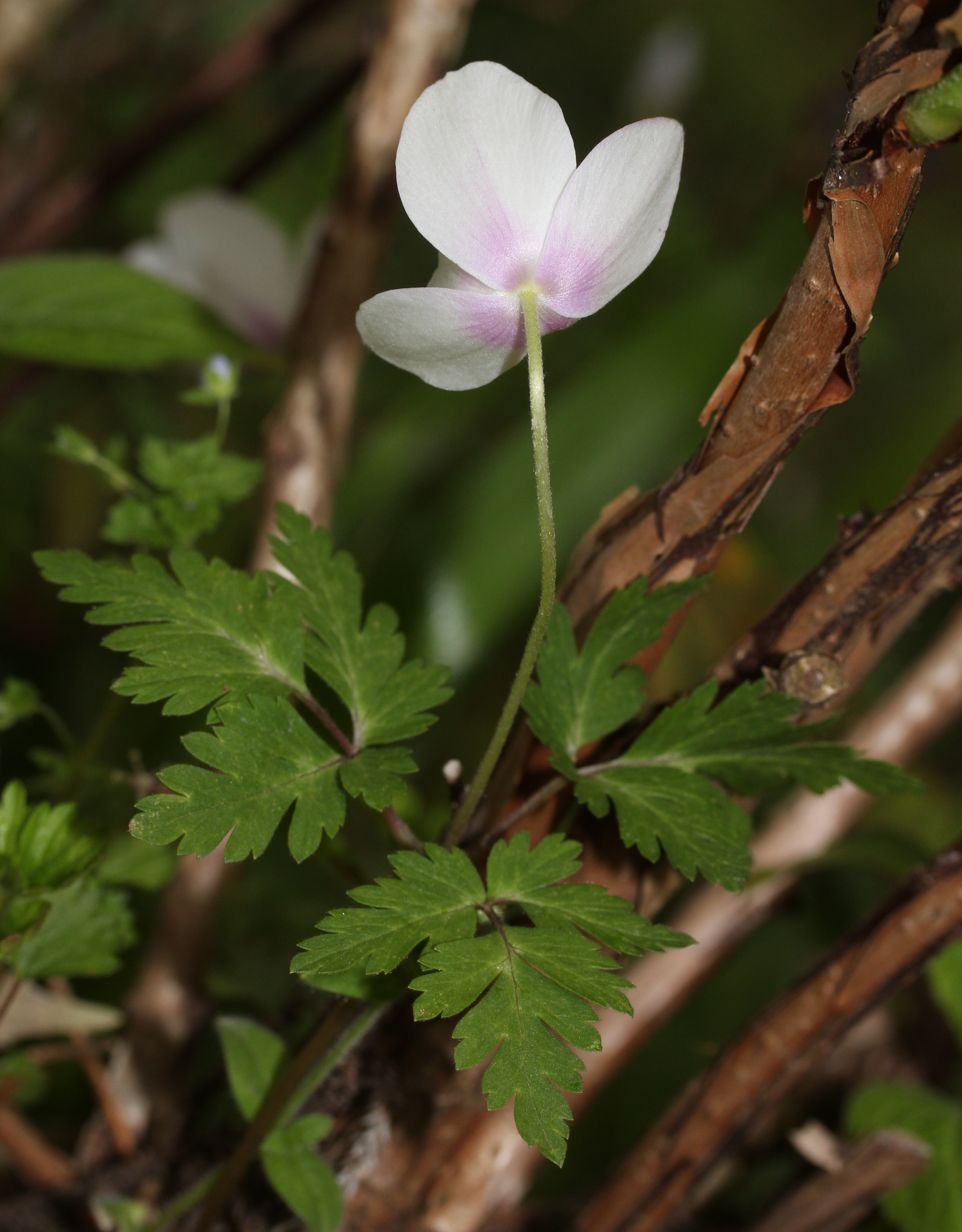
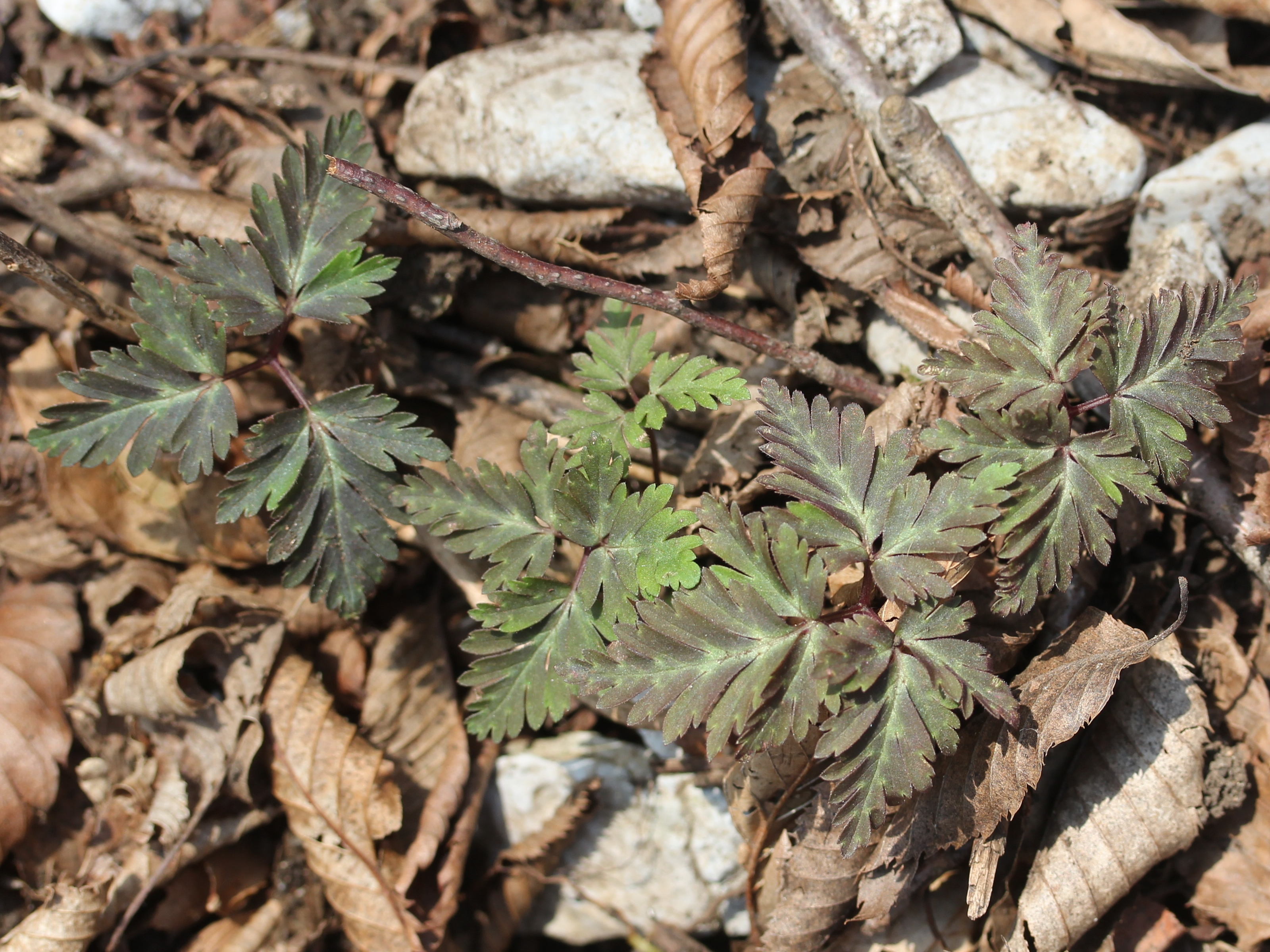